# Нань Хуайцзинь
Нань Хуайцзинь (кит. трад. 南怀瑾, пиньинь Nán Huáijǐn; 18 марта 1918 — 29 сентября 2012) — духовный учитель современного Китая. Он был учеником известного буддийского учителя Юань Хуаньсяня (袁焕仙; 1887—1966). Он, по мнению многих, сыграл одну из основных ролей в возрождении китайского буддизма. В то время как Нань рассматривается многими как один из самых влиятельных чань-буддийских учителей в Китае, он мало известен за пределами китайской культурной сферы. Нань умер в возрасте 95 лет в 29 сентября 2012 года в Сучжоу, Китай.

## Ранние годы и военная карьера
Родился в 1918 году в уезде Юэцин в китайской провинции Чжэцзян. В молодости Нань изучал различные конфуцианские и даосские работы, исследовал базовую традиционную китайскую медицину, китайскую литературу, каллиграфию и поэзию. В юности, в возрасте 18 лет, после изучения нескольких китайских боевых искусств (и в частности, освоив фехтование), он стал чемпионом боевых искусств по провинции.
Нань изучал социальное обеспечение в Цзиньлиньском университет (ныне в составе Нанкинского университета), а позже продолжил преподавать в Центральной Военной академии в Нанкине. В конце 1930 года в возрасте 21 года, Нань стал военным командиром в приграничных районах Сычуаня, Сикана и Юньнаня во время Второй китайско-японской войны. Там он руководил местным населением в борьбе против 30 000 японцев.

## Буддизм
Ещё будучи молодым, Нань оставил свою военную карьеру, чтобы полностью посвятить себя изучению буддизма и медитациям. В 1942 году, в возрасте 24 лет, он отправился в трехлетнее затворничество в горы Эмэйшань.
В 1945 году, Нань отправился в Тибет, чтобы узнать учение буддизма Ваджраяны. В результате, Нань стал одним из немногих специалистов в мире, разбиравшимся в Ваджраяне, конфуцианстве, даосизме и чань-буддизме.
Буддийским именем Наня было Тунчань (通禅).

## После гражданской войны
После прихода коммунистов к власти в Китае Нань в 1949 году переехал на Тайвань, где стал известным профессором и автором, преподавал в Университете китайской культуры и Католическом университете Фу Джень. Его первая книга, «Море Чань», была опубликована в 1956 году и была первой в линии более 40 книг и связанных с ними материалов, опубликованных под его именем.
Книги Наня добились большой популярности в Китае и на Тайване. В общей сложности более 20 миллионов экземпляров его книг были проданы в китайско-говорящих странах. Томас Клири, который перевел несколько его книг на английский язык, написал следующее о работах Наня и о традиционного подхода преподавания:

Нет сомнений, что работа мастера Наня на голову выше любых работ современных авторов, либо академических либо сектантских, и я хотел бы, чтобы его работы получили своё законное место в англо-говорящем мире. … [Его] исследования содержат широкие сведения о всех трёх главных традициях китайской мысли, о конфуцианстве, даосизме и буддизме. Хотя эта всеобъемлющая сфера была общей для величайших умов Китая со времен династии Тан, это редкий случай для сегодняшнего дня.
Оригинальный текст (англ.)There is no question that Master Nan's work is a cut above anything else available from modern authors, either academic or sectarian, and I would like to see his work gain its rightful place in the English speaking world. ... [His] studies contain broad learning in all three main traditions of Chinese thought, Confucian, Taoist, and Buddhist. Although this comprehensive purview was common to the greatest minds of China since the T'ang dynasty, it is rare among scholars today.

В январе 1992 года Нань подписал контракт с китайским правительством и инвестировал 92 млн юаней в Цзиньвэньские железной дороги. В 1990-х годах, он изменил своё место жительства в Тайване на Гонконг, где он жил в течение некоторого времени. В 2004 году Нань вернулся на материк, жил около Сучжоу.
Нань умер в возрасте 95 лет, 29 сентября 2012 года.